# Potencial de ionização
Em química, Potencial de ionização ou Energia de ionização é a energia mínima necessária para remover um elétron de um átomo na fase gasosa. O processo pode ser descrito da seguinte forma:
{\displaystyle \ \mathrm {X(g)} +E_{\rm {i}}\to \mathrm {X^{+}(g)\ +e^{-}} }.
onde {\displaystyle \ \mathrm {X(g)} } é o elemento no estado gasoso, {\displaystyle E_{\rm {i}}} é a energia de ionização fornecida, {\displaystyle {X^{+}(g)}} é o íon positivo e {\displaystyle {e^{-}}} é o elétron removido.
Para que haja essa separação de um elétron do átomo, deve-se fornecer energia suficiente para exceder a atração da carga nuclear. Como a energia deve ser fornecida (em um processo endotérmico), o sinal da energia de ionização é sempre positivo.

## Ordem do potencial de ionização
Segundo Mahan, Bruce M.; et. al. " … as primeiras energias de ionização I1 … são iguais às energias mínimas necessárias para provocar a seguinte transformação:
{\displaystyle M(g)\to M^{+}(g)+e^{-}(g)} ".
A primeira energia de ionização corresponde portanto à mínima energia necessária para se transformar o átomo M de um dado elemento químico no estado gasoso em seu correspondente cátion monovalente, ficando o elétron removido a uma distância tal do cátion que o torne completamente livre da atração eletrostática deste cátion, ou em termos mais específicos, com energia mecânica total nula.
Em verdade podem ser retirados um ou mais elétron de um átomo, o que origina uma sequência de energias de ionização. A definição da segunda energia de ionização nos leva à energia mínima necessária para transformar um cátion monovalente do elemento M em seu correspondente cátion divalente:
{\displaystyle M^{+}(g)\to M^{++}(g)+e^{-}(g)}
e para as demais energias de ionização deve-se seguir o mesmo algoritmo.
A unidade de medida para a energia de ionização pode ser expresso em eletrón-volt (eV), mas a unidade usada  no SI é o kJ/mol.
1º Potencial de ionização do Al (I1):
Al(g) (+ I1) Al+(g) + e- ⇒ I1 = 577,5 KJ/mol

2º Potencial de ionização do Al (I2):
Al+(g) (+ I2) Al2+(g) + e- ⇒ I2 = 1816,7 KJ/mol
3º Potencial de ionização do Al (I3):
Al2+(g) (+ I3) Al3+(g) + e- ⇒ I3 = 2744,8 KJ/mol

A cada novo elétron retirado do átomo (ou cátion) maior torna-se a energia de ionização subsequente. Isso ocorre devido o aumento da sua carga efetiva do cátion uma vez que a remoção de um elétron implica agor a ausência da blindagem nuclear antes promovida pelo mesmo, e de forma mais evidente percebe-se que é mais fácil retirar um elétron de um átomo neutro do que de um íon positivo já que quanto maior a distância entre o núcleo e o elétron menor é a força de atração (e menor é a energia potencial elétrica) entre eles.

## Tendências periódicas
Numa tabela periódica as primeiras energias de ionização tendem a crescer nos:
- Períodos, da esquerda para a direita. Nesse sentido aumenta a carga nuclear (número atômico) dos átomos, portanto, aumenta a atração do núcleo sobre os elétrons;
- Grupos de baixo para cima. Nesse sentido diminui o tamanho do átomo, aumentando a atração nuclear sobre os elétrons.[4]

As demais energias de ionização tendem a seguir o mesmo padrão e sofrem aumentos consideráveis quando a remoção do elétron seguinte implica remoção de um elétron de uma camada eletrônica até então completa, o que seria o caso para a quarta energia de ionização do alumínio no exemplo, I4 = 11577,4 KJ/mol.
O correspondente à presente energia de ionização no que se refere à física do estado sólido é o que se chama função trabalho do material, sendo esta uma grandeza muito importante no estudo do efeito fotoelétrico e em técnicas como espectroscopia de fotoelétrons. Se o objetivo é a produção de corrente elétrica de forma contínua e seguramente mensurável a energia associada é a energia de limiar de fotoemissão, sendo esta última muitas vezes também chamada energia de ionização I do material.